# Špilja kod Šušnjara
Špilja kod Šušnjara este o arie protejată (sit de importanță comunitară — SCI) din Croația întinsă pe o suprafață de 0,78 ha, integral pe uscat.

## Localizare
Centrul sitului Špilja kod Šušnjara este situat la coordonatele 45°19′05″N 16°14′19″E / 45.317938°N 16.238571°E.

## Înființare
Situl Špilja kod Šušnjara a fost declarat sit de importanță comunitară în iulie 2013 pentru a proteja un număr necunoscut de specii din flora spontană și fauna sălbatică aflate în arealul zonei.

## Biodiversitate
Situată în ecoregiunea continentală, aria protejată conține 1 habitat natural: Peșteri inaccesibile publicului.
La baza desemnării sitului se află un număr nedeclarat de specii protejate.